# Comuna Chisindia, Arad
Chisindia (alternativ Chișindia, Chesend, Kiszindia, Keszend, Biszindia, Koszend, Koszend ) este o comună în județul Arad, Crișana, România, formată din satele Chisindia (reședința), Păiușeni și Văsoaia. În perioada 2008 - 2012, primarul comunei a fost Ioan Stan.
Prima atestare documentară a localității datează din anul 1349.

## Geografie

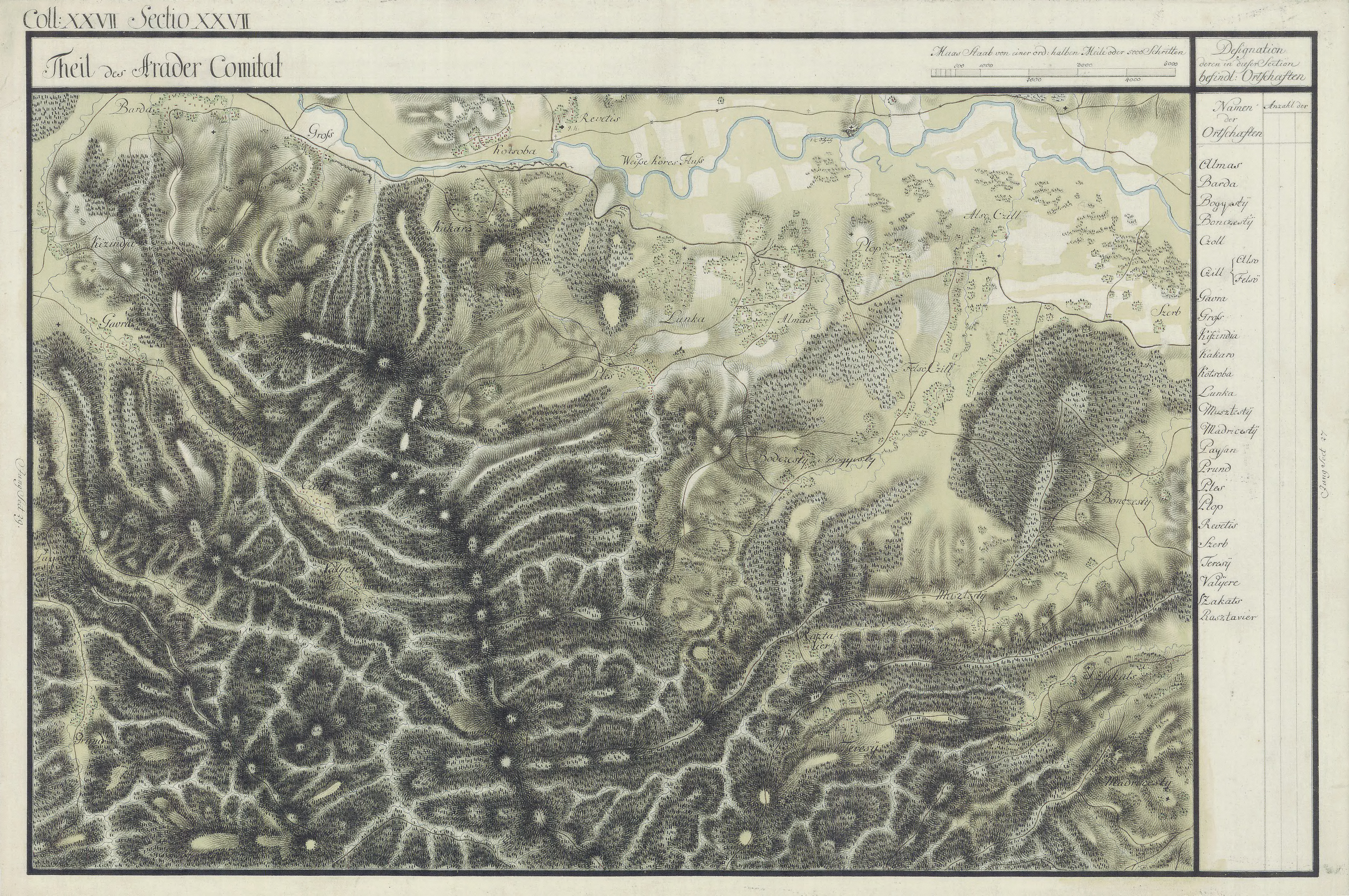
Chisindia în Harta Iosefină a Comitatului Arad, 1782-85

Comuna Chisindia, cu o suprafață de 12.928 de hectare, este situată în sudul Depresiunii Sebiș, la poalele Dealurilor Cuedului. Are un relief deluros, străbătut de Văile Prundului, Ciotului și a Hurezului. 
Din punct de vedere administrativ, comuna este alcătuită din satele: Chisindia – sat reședință de comună, Păiușeni, Văsoaia, Ciolt și Hurez.
Comuna Chisindia este înscrisă în Repertoriul Institutului de Arheologie 'Vasile Pârvan' pentru vestigiile sale din perioada romană. 

## Demografie
Componența etnică a comunei Chisindia
     Români (95,11%)
     Romi (1,66%)
     Alte etnii (0,26%)
     Necunoscută (2,97%)
Componența confesională a comunei Chisindia
     Ortodocși (84,38%)
     Penticostali (6,89%)
     Baptiști (4,19%)
     Alte religii (1,31%)
     Necunoscută (3,23%)
Conform recensământului efectuat în 2021, populația comunei Chisindia se ridică la 1.146 de locuitori, în scădere față de recensământul anterior din 2011, când fuseseră înregistrați 1.340 de locuitori. Majoritatea locuitorilor sunt români (95,11%), cu o minoritate de romi (1,66%), iar pentru 2,97% nu se cunoaște apartenența etnică. Din punct de vedere confesional, majoritatea locuitorilor sunt ortodocși (84,38%), cu minorități de penticostali (6,89%) și baptiști (4,19%), iar pentru 3,23% nu se cunoaște apartenența confesională.

## Politică și administrație
Comuna Chisindia este administrată de un primar și un consiliu local compus din 9 consilieri. Primarul, Ionel Pașca[*], de la Partidul Național Liberal, este în funcție din 2008. Începând cu alegerile locale din 2024, consiliul local are următoarea componență pe partide politice:
|  | Partid                          | Consilieri | Componența Consiliului | Componența Consiliului | Componența Consiliului |
|  | ------------------------------- | ---------- | ---------------------- | ---------------------- | ---------------------- |
|  | Partidul Național Liberal       | 3          |                        |                        |                        |
|  | Partidul Social Democrat        | 3          |                        |                        |                        |
|  | Alianța pentru Unirea Românilor | 2          |                        |                        |                        |
|  | Alianța Dreapta Unită           | 1          |                        |                        |                        |

## Istoric
Prima atestare documentară a localității Chisindia datează din anul 1349. Satul Păiușeni este atestat documentar în anul 1574 și Văsoaia în anul 1574.

## Structura etnică și confesională
| Etnia   | Persoane | %     |
| ------- | -------- | ----- |
| român   | 1552     | 98.23 |
| maghiar | 3        | 0.19  |
| german  | 1        | 0.06  |

| Religia                     | Persoane | %     |
| --------------------------- | -------- | ----- |
| ortodoxă                    | 1397     | 88.42 |
| romano-catolică             | 3        | 0.19  |
| reformată                   | 1        | 0.06  |
| penticostală                | 104      | 6.58  |
| greco-catolică              | 2        | 0.13  |
| baptistă                    | 68       | 4.30  |
| Adventistă de ziua a Șaptea | 5        | 0.32  |

Asociația Foștilor Deținuți Politici Arad a ridicat la Chisindia, o troiță, străjuită de pădurea de fagi, în memoria luptătorilor anticomuniști din grupul lui Cantemir Gligor, căzuți acolo în luptele cu Securitatea. 

## Economia
Economia comunei este una predominant agrară, cu ambele sectoare componente bine dezvoltate.